# Człowiek z Montany
Człowiek z Montany – powieść autorstwa polskiego pisarza Wiesława Wernica z 1972 roku. 
Książka opowiada o przygodach trapera Karola Gordona. Fabuła tej powieści przygodowej rozgrywa się na Dzikim Zachodzie. Doktor Jan, przyjaciel Gordona, wyrusza z nim do Montany. Podróż ta miała być kolejną przygodą traperską, ale okazuje się bardzo niebezpieczna. Hodowcę bydła, na którego prośbę przybyli, oraz jego przyjaciela poczmistrza łączy tajemnicza historia sprzed lat. Ku-Klux-Klan siał wtedy postrach wśród plantatorów zatrudniających czarnoskórych robotników podpalając prerię czy stawiając płonące krzyże. Teraz jego niegdysiejsi członkowie usiłują szantażem wymusić na hodowcy pieniądze. Bohaterom udaje się go jednak ochronić.